# 李汪度
李汪度（约1743年—1819年），字宝幢，浙江仁和縣（今属杭州市）人。
李汪度自幼聪慧过人，乾隆二十二年（1757年）丁丑科殿试，高中二甲第一名（傳臚），赐进士出身，任翰林院庶吉士，散館授編修，升侍读学士。乾隆三十九年（1774年）调任湖南学政。乾隆四十二年（1777年）長沙天心阁重修后，巡抚觉罗敦福邀请其撰写《重修天心阁记》。乾隆四十三年（1778年）左右，受任《四库全书》总阅官。他动员家人献书三车，受到嘉奖。晚年终养故里。